# يوليا شتيغنر
يوليا شتيغنر (بالألمانية: Julia Stegner)‏ (ولدت في 2 نوفمبر 1984 في ميونيخ، بافاريا، ألمانيا الغربية) عارضة أزياء ألمانية عرفت بظهورها في عروض أزياء فيكتوريا سيكريت. ظهرت في سبعة عروض أزياء فيكتوريا سيكريت من عام 2005 إلى عام 2011.

## نشأتها
ولدت في 2 نوفمبر 1984 في ميونيخ، بافاريا، ألمانيا الغربية، وهي ابنة غونتر وإريكا شتيغنر. تم اكتشافها في الرابعة عشرة من عمرها خلال مهرجان أكتوبرفيست للبيرة في ميونيخ من قبل مالك وكالة عرض الأزياء لويزا فون مينكويتز. في عام 1999 وقامت بالتوقيع معها. بدأت العمل في مجال عرض الأزياء بشكل كامل في سن 18 عامًا بعد تخرجها من المدرسة الثانوية. جاءت انطلاقتها في عام 2003 عندما افتتحت عرض أزياء إيف سان لوران في باريس.

## حياتها الشخصية
تزوج ستيجنر من المصور الأسترالي بيني هورن في عام 2014. كانا يتواعدان منذ عام 2009. في مايو 2014، بعد وقت قصير من زواجهما، أنجبت ستيجنر ابنتهما.

## روابط خارجية
- Julia Stegner's - official website
- يوليا شتيغنر على موقع IMDb (الإنجليزية)
- يوليا شتيغنر على موقع قاعدة بيانات الفيلم (الإنجليزية)
- يوليا شتيغنر على موقع دليل عارضات الأزياء (الإنجليزية)
- Julia's profile at Storm Models
- Julia Stegner at Style.com
- Julia at Askmen.com
- Interview at models.com
- Julia Stegner at New York Magazine